# Erwin Bartke
Erwin Bartke (28 de Abril de 1909 - † 29 de Março de 1945) foi um comandante de U-Boot que serviu na Kriegsmarine durante a Segunda Guerra Mundial.